# Тихомиров Павло Васильович
Павло Васильевич Тихомиров (1868–1937)  — історик церкви, філософ.

## Життєпис та науковий доробок
Народився 3 січня 1868 року  у с. Ізволі Алексинського пов. Тульської губ. у родині священика. 
У 1888 році закінчив Тульську духовну семінарію, а у 1893 році - Московську духовну академію, отримавши звання магістранта.
В 1895 - 1897 роках був  доцентом кафедри єврейської мови та біблейської археології Московської духовної академії, а  у 1897 - 1906 роках - доцентом кафедри історії філософії .             Від 1896 року щорічно публікував у «Богословському Віснику» російською та іноземними мовами огляди нових книг і статей з питань філософії, історії Біблії та філософії.    
У 1903–1904 роках виїжджав до Німеччини, де пройшов ґрунтовне стажування та прослухав університетські курси з історії філософії, філософії, психології, педагогіки. У цей час займаючись історією філософських ідей, не залишав роботи над біблейською проблематикою. Наслідком чого став захист у 1903 році  дисертації «Пророк Малахія», в якій дав не тільки трактування книги, але і висвітив історичний, релігійний і суспільний фон життя та діяльності пророка. Здобув науковий  ступень магістра богослов'я, а 1904 році — звання екстраординарного професора по кафедрі історії філософії. 
27.10.1905 р. став приват-доцентом кафедри філософії Московського університету. 
У 1906–1922 роках працював в Історико-філологічному інституті кн. Безбородько у Ніжині, де  займав посади екстраординарного та ординарного професора філософії (читав курси з логіки, історії філософії, психології). Одночасно викладав філософські курси у різних навчальних закладах Києва.
Особливо плідною була діяльність вченого у Ніжині, де крім педагогічного навантаження він проводив організаційну роботу: був головою педагогічної Ради жіночої гімназії, директором історико-філологічного інституту (1919 р.), головою історико-філологічного товариства, членом колегії відділу народної освіти (1919 р.), завідувачем науково-дослідної кафедри історії культури й мови та керівником її секції античної культури. 
У 1920 році був одним із реформаторів Ніжинського історико-філологічного інституту в Інститут народної освіти, а згодом — 7 червня 1921 став його ректором.
В 1922 році переїхав до Одеси, де почав працювати професоромм та деканом (вересень — 13 жовтня 1922 р.) факультету соціального виховання Одеського інституту народної освіти.
Матеріали про подальше його життя на даний час відсутні, але відомо що 25 серпня 1937 у Харкові був засуджений до вищої міри покарання. 

## Наукова діяльність
Серед історичних робіт слід визначити працю,  присвячену місту Сілома, в якій вчений розповів його історію та дав характеристику як релігійній столиці юдеїв. А також студію «Иудейство в V веке до Р. Хр.», де висвітив один із етапів історії юдаїзму.

### Праці
- История философии как процесс постепенной выработки научно обоснованного и истинного мировоззрения/ П. В. Тихомиров. — Сергиев Посад, 1899.
- Пророк Малахия : исследование / П. В. Тихомирова. – Сергиев Посад : Свято-Троицкая Сергиева Лавра, 1903. – XVIII, 596 с.
- К столетию смерти Канта (1804 — 1904). Личность Канта в изображении его современников/П. В. ТИхомиров // Богословский вестник. — 1904. — №№ 2, 6.
- Состояние философии к началу XX ст./П. В. Тихомиров // Богословский вестник. — 1905. — Т. 2 (май — август).
- О духовных академиях/П. В. Тихомиров // Духовная школа. — М., 1906.
- Очерки по гносеологии // Богословский вестник. — 1908. — № 4.